# Parananomantis brevis
Parananomantis brevis es una especie de mantis de la familia Iridopterygidae.

## Distribución geográfica
Se encuentra en la India.